# Giro di Lombardia 2019
Il Giro di Lombardia 2019, centotredicesima edizione della "classica delle foglie morte", valevole come trentasettesima prova dell'UCI World Tour 2019 categoria 1.UWT, si svolse il 12 ottobre 2019 su un percorso di 243 km, con partenza da Bergamo e arrivo a Como, in Italia. Le asperità del percorso furono sei: Colle Gallo, Colle Brianza, Madonna del Ghisallo, Colma di Sormano, Civiglio e San Fermo della Battaglia. La vittoria fu appannaggio dell'olandese Bauke Mollema, il quale completò il percorso in 5h52'59", alla media di 41,305 km/h, precedendo lo spagnolo Alejandro Valverde e il colombiano Egan Bernal.
Sul traguardo di Como 109 ciclisti, su 175 partiti da Bergamo, portarono a termine la competizione.

## Squadre e corridori partecipanti
| N.      | Cod. | Squadra                     |
| ------- | ---- | --------------------------- |
| 1-7     | ALM  | AG2R La Mondiale            |
| 11-17   | ANS  | Androni Giocattoli-Sidermec |
| 21-27   | AST  | Astana Pro Team             |
| 31-37   | TBM  | Bahrain-Merida              |
| 41-47   | BRD  | Bardiani CSF                |
| 51-57   | BOH  | Bora-Hansgrohe              |
| 61-67   | CPT  | CCC Team                    |
| 71-77   | COF  | Cofidis, Solutions Crédits  |
| 81-87   | DQT  | Deceuninck-Quick-Step       |
| 91-97   | EF1  | EF Education First          |
| 101-107 | GAZ  | Gazprom-RusVelo             |
| 111-117 | GFC  | Groupama-FDJ                |
| 121-127 | ICA  | Israel Cycling Academy      |

| N.      | Cod. | Squadra                       |
| ------- | ---- | ----------------------------- |
| 131-137 | LTS  | Lotto-Soudal                  |
| 141-147 | MTS  | Mitchelton-Scott              |
| 151-157 | MOV  | Movistar Team                 |
| 161-167 | NSK  | Neri Sottoli Selle Italia KTM |
| 171-177 | TDD  | Team Dimension Data           |
| 181-187 | INS  | Team Ineos                    |
| 191-197 | TJV  | Team Jumbo-Visma              |
| 201-207 | TKA  | Team Katusha Alpecin          |
| 211-217 | SUN  | Team Sunweb                   |
| 221-227 | TFS  | Trek-Segafredo                |
| 231-237 | UAD  | UAE Team Emirates             |
| 241-247 | VCB  | Vital Concept -B&B Hotels     |

## Ordine d'arrivo (Top 10)
| Pos. | Corridore          | Squadra     | Tempo    |
| ---- | ------------------ | ----------- | -------- |
| 1    | Bauke Mollema      | Trek        | 5h52'59" |
| 2    | Alejandro Valverde | Movistar    | a 16"    |
| 3    | Egan Bernal        | Ineos       | s.t.     |
| 4    | Jakob Fuglsang     | Astana      | s.t.     |
| 5    | Michael Woods      | Educ. First | a 34"    |
| 6    | Jack Haig          | Mitchelton  | s.t.     |
| 7    | Primož Roglič      | Jumbo       | s.t.     |
| 8    | Emanuel Buchmann   | Bora        | a 50"    |
| 9    | Pierre Latour      | AG2R        | s.t.     |
| 10   | Rudy Molard        | Groupama    | s.t.     |